# I. e. 96
Évszázadok: i. e. 2. század – i. e. 1. század – 1. század
Évtizedek: i. e. 140-es évek – i. e. 130-as évek – i. e. 120-as évek – i. e. 110-es évek – i. e. 100-as évek – i. e. 90-es évek – i. e. 80-as évek – i. e. 70-es évek – i. e. 60-as évek – i. e. 50-es évek – i. e. 40-es évek
Évek: i. e. 101 – i. e. 100 – i. e. 99 – i. e. 98 –  i. e. 97 – i. e. 96 – i. e. 95 – i. e. 94 – i. e. 93 – i. e. 92 – i. e. 91

## Események

### Róma
- Caius Cassius Longinust és Cnaeus Domitius Ahenobarbust választják consulnak.
- Meghal Ptolemaiosz Apión, Kürenaika királya. Örökösei nincsenek és országát végakaratában a római népre hagyományozza.

### Hellenisztikus birodalmak
- VIII. Antiokhosz Grüphosz szeleukida királyt minisztere, Herakleón meggyilkoltatja. A trónkövetelő IX. Antiokhosz Küzikénosz bevonul a fővárosba, Antiokheiába és feleségül veszi elődje özvegyét, Kleopátra Szelénét. VIII. Antiokhosz legidősebb fia, VI. Szeleukosz sereget gyűjt és legyőzi IX. Antiokhoszt, aki maga is elesik az ütközetben.
- Alexandrosz Iannaiosz júdeai király egy évnyi ostrom után elfoglalja Gázát, a lakosság nagy részét legyilkoltatja, a várost pedig lerombolja.
- II. Aretasz halála után I. Obodasz lesz a nabateusok királya.

## Halálozások
- VIII. Antiokhosz Grüphosz, szeleukida király
- IX. Antiokhosz Küzikénosz, szeleukida király
- Ptolemaiosz Apión, kürenaikai király

## Fordítás
- Ez a szócikk részben vagy egészben  a(z)   96 av. J.-C. című francia Wikipédia-szócikk ezen változatának fordításán alapul.  Az eredeti cikk szerkesztőit annak laptörténete sorolja fel. Ez a jelzés csupán a megfogalmazás eredetét és a szerzői jogokat jelzi, nem szolgál a cikkben szereplő információk forrásmegjelöléseként.